# فهرست فرودگاه‌های دومینیکا
این مقاله شامل فهرست فرودگاه‌های دومینیکا است که بر پایهٔ مکان قرارگیری آن‌ها مرتب شده‌است.

## فهرست
| مکان            | ایکائو | یاتا | نام فرودگاه       |
| Marigot         | TDPD   | DOM  | فرودگاه ملویل هال |
| روسو (دومینیکا) | TDCF   | DCF  | فرودگاه کنفیلد    |